# Baksten, Åland
Baksten är ett skär på Åland (Finland). Det ligger i Skärgårdshavet och i den norra delen av kommunen Hammarland, söder om Torsholma och väster om Skråbjörkö. Ön ligger omkring 29 kilometer nordväst om Mariehamn och omkring 290 kilometer väster om Helsingfors.
Öns area är 1 hektar och dess största längd är 220 meter i nord-sydlig riktning.